# Pierre Seron
Pierre Seron   (Chênée, 9 de febrer de 1942 - Sent Beneset, 24 de maig de 2017) fou un autor de còmic francobelga. El seu estil va estar fortament inspirat pel d'André Franquin, i és conegut sobretot per la seva sèrie d'aventures humorístiques Els Petits Homes, que va començar a publicar al setmanari francobelga Spirou.

## Biografia
Va passar els primers anys de la seva vida a Lieja per després seguir el seu pare als diferents destins que la seva feina d'enginyer el portaven: Montreal, Libourne, Burdeus, Givet a la regió de les Ardenes, fins que va tornar a Lieja, on va iniciar els seus estudis a l'escola de Saint-Luc.
Seron va començar a treballar a la indústria del còmic com a ajudant de disseny del dibuixant d'origen italià Dino Attanassio sota el pseudònim de Foal, col·laborant en diverses series, com ara Modeste et Pompon. Va iniciar la publicació de la seva obra Els Petits Homes en col·laboració amb el periodista Albert Despréchins a la revista Spirou el 7 de setembre del 1967, que es continuaria publicant fins al 2004. Va recuperar el seu pseudònim de Foal per a la creació de la sèrie La Familie Foal publicada a la revista Pif Gadget entre el 1973 i el 1976 que va ser recollida en àlbums sota el nom de La Familie Martin. El 23 de juny del 1977 inicià la publicació de la sèrie Aurore et Ulysse (també coneguda com Les Centaures), també a Spirou.
Fins a la seva mort fruit d'un accident cardio-vascular va residir a Nimes, on va continuar treballant en les seves obres habituals, a les quals hi va afegir Les Petites Femmes, una sèrie de caràcter més adult.